# Які наші роки!
«Які наші роки!» — радянський художній фільм 1980 року, знятий на кіностудії Узбекфільм. Сюжетно пов'язаний з іншим фільмом Ельєра Ішмухамедова «Ніжність» (1966), показує головних героїв фільму 15 років потому.

## Сюжет
Ташкент. Таш (Рустам Сагдуллаєв) працює шофером на автобазі. Одного разу Назар (Лембіт Ульфсак) захистив Таша і його подругу Тому від хуліганів. Вони стають друзями, а незабаром завдяки пробивному Назару — напарниками-далекобійниками на КАМАЗі-«холодильнику». В одному з рейсів Назар рятує дочку відповідального працівника Майю (Олена Проклова) від її п'яних приятелів і стає другом сім'ї Осташенко (Леонід Бронєвой). Назар кидає свою дівчину, незабаром його переводять в управління автобази, а коли він завалює іспити в інститут, батько Майї домовляється, щоб Назара взяли на заочний. Таша перевели з далекобійників назад на ЗІЛ, а його дівчина пішла до іншого. Назар одружився з Майєю.
Коли захворів батько Таша, знадобилися рідкісні ліки «ангілон». Таш обійшов усі аптеки міста і не зміг його знайти, але випадково зустрів старого друга Шухрателло, який і дістав ліки. Однак, виявилося, що ставши забезпеченою людиною, «господарем життя», Шухрателло спекулює ліками. У люті Таш б'є колишнього друга і потрапляє до в'язниці. В кінці фільму Таш, що повернувся з в'язниці, зустрічає Назара, який став важливою людиною в главку біля батька Майї, але не знайшов свого щастя. Виявилося, що Тома повернулася до Таша і вони знову разом.

## У ролях
- Рустам Сагдуллаєв —  Таш, Рахманов Ташкент Сапроматович, шофер-далекобійник
- Олена Циплакова —  Тома
- Лембіт Ульфсак —  Назар, Назаров Назар Тимурович
- Олена Проклова —  Майя
- Леонід Бронєвой —  Осташенко Михайло Михайлович, батько Майї, партійний працівник
- Світлана Петросьянц —  Світа
- Сайрам Ісаєва —  Амінахон, мати Майї
- Ровшан Агзамов —  Шухрателло
- Уктам Лукманова —  мати Таша
- Талгат Нігматулін —  Толік Кучкаров
- Анатолій Поползухін —  Вова, наречений Томи
- Александрс Петуховс —  підліток

## Знімальна група
- Режисер: Ельєр Ішмухамедов
- Автор сценарію: Одельша Агішев
- Оператор: Генріх Піліпсон
- Композитор:  Євген Ширяєв
- Художник-постановник: Садір Зіямухамедов